# باربرا مكمارتن
باربرا مكمارتن (بالإنجليزية: Barbara McMartin)‏ هي مؤلفة ورياضياتية وعالمة بيئة أمريكية، ولدت في 18 نوفمبر 1931 في بوسطن في الولايات المتحدة، وتوفيت في 27 سبتمبر 2005 في كارغو في الولايات المتحدة.